# آدولف گوتلیب
آدولف گوتلیب (به انگلیسی: Adolph Gottlieb) متولد ۱۴ مارس ۱۹۰۳، یک نقاش آمریکایی در سبک اکسپرسیونیسم انتزاعی و تندیس‌گر بود.
در اوایل دهه ۱۹۴۰، او سبک پویایی بنام پیکتوگراف را از آن خود کرد. وی به مدت یک دهه در خدمت این سبک بود و همکاریهای بسیاری را جهت پیشرفت اکسپرسیونیسم انتزاعی ارائه داد. با گوتلیب، دو گانگی با جریانی از سعی و تلاش به عنوان اصل فلسفی‌ای، سبکی ساختاری و مرحله‌ای حماسی از تاریخ به اوج خود می‌رسد.

## زندگی

### نوجوانی و جوانی
آدولف گوتلیب ۱۴ مارس ۱۹۰۳ در نیویورک متولد شد. زمانی که خیلی جوان بود علاقه‌مند بود که هنرمند شود به همین منظور در اوایل دهه ۱۹۲۰ در کلاسهای هنر در پارسونز، گروه دانش آموزان هنر و انجمن کوپر در نیویورک شرکت کرد. او تکنیک نقاشی رنگ روغن و دیگر مقاله‌های سال ۱۹۱۳ را مطالعه کرد که وی مواد اولیه نقاشی رنگ روغن و یک جعبه رنگ نقاشی به او داد و او با پیشکسوتان قدیمی متحد شد. همچنین او کتاب ماکس دونر که در مورد تکنیکها و مواد نقاشی بود را مطالعه کرد و در طول زندگی اش به آن مراجعه می‌کرد. زمانی که در گروه دانش آموزان هنر بود سخنرانی‌هایی از رابرت هنری نقاشی که نقاشی بر بوم را بدون طراحی‌های اولیه توصیه کرده بود، شنید. گوتلیب از این توصیه پیروی کرده و بعدها آن را با مفهوم اتوماتیسم مرتبط کرد. در سالهای ۱۹۲۱–۱۹۲۰ او از یک هنرمند دیگر بنام جان اسلوان، که در علاقه‌مندی به مدرنیسم، گوتلیب را تحت تأثیر قرار داد، مطالعاتی داشت.

### اولین نمایشگاه
سال بعد او به اروپا مسافرت کرد که برای اکسپرسیونیست انتزاعی متولد آمریکا غیرمعمول بود. در مدرسه گرند چاومیر در پاریس تحصیل کرد و به برلین و مونیخ هم سفر کرد.
در طول دهه ۱۹۲۰ و بیشتر در دهه ۱۹۳۰ گوتلیب به کشیدن زندگی سنتی، بدن‌های عریان و پرتره پرداخت و بعضی از آن‌ها را در اولین نمایشگاهش در گالری دودنسینگ در سال ۱۹۳۰ به معرض نمایش گذاشت. این کارها بیانگر ناآگاهی و بی‌علاقگی وی به پیشرفتهای هنر مدرن و به ویژه سورئالیسم بود.
در اولین سالهای فعالیت حرفه‌ای، او به عنوان دانش آموز اولین نسل مدرنیسم سنتی پیشرفت کرد شاید جالبترین نقاشی اولیه وی بنام ویستلند در سال ۱۹۳۰ (تصویر ۸۵) باشد. آن نقاشی نه فقط به خاطر سبکش بلکه به سبب بیان و ارائه موضوع مهم روز یعنی رکود اقتصادی، با اهمیت جلوه کرد.
در ویستلند تحت تأثیر عقاید و تصاویر شعر الیوت بود. البته اشعار الیوت مستقیماً اشاره‌ای به رکود نداشت ولی گوتلیب با طراحی خطوط موازی و تصاویر خاص توصیف شده توسط البوت خشکی، ناباروری، سرزمین قهوه‌ای، درختان بی ریشه‌ای که به فضای خالی چنگ انداخته‌اند، و پرسه زدن نا امیدانه مردان بیکار از موارد نقاشی وی بنام «باد از سرزمین قهوه‌ای نشنیده گذر می‌کند» بودند. حال آنکه در آن زمان موضوع برای گوتلیب عجیب بود، وی آخرین متد خود را نیز از پیش آشکار کرد: «نوشتن موارد تاریخی با عقاید فلسفه‌ای و ادبی.» در این نقاشی‌های غیرمعمول گوتلیب با تاریخ از طریق تصاویر سیاسی کنار نیامد بلکه از طریق افکار مدرنیست و تصاویر سمبولیک کنار آمد.

### اقامت در آریزونا
گوتلیب در حد فاصل سال‌های ۱۹۳۹–۱۹۳۷، به خاطر سلامتی سلامتی همسرش به آریزونا نقل مکان کردو کارش به‌طور قابل توجهی تغییر یافت. در صحرای آریزونا زندگی کرد و از محیط اطرافش الهام گرفت و کاکتوس‌ها و مناظر عریان را نقاشی کرد.
دورانی که آسمان صحرا و فضا می‌توانستند در تغییرات مؤثر باشند و این مسئله قابل بحث بود، سبکهای مخلوط آمریکایی که وی در کارهای اوایل دهه ۱۹۳۰ ارائه کرده بودند با شکست مواجهه شد و گوتلیب به همه جا برای گرفتن الهامات نظر افکند.
او می‌خواست سمبولهایش در بیننده‌هایش تأثیرگذار باشد، مؤثر بودن نه به دلیل اینکه آن‌ها آن را دیده بودند به این دلیل که خیلی اولیه و غریزه‌ای بود که در میان آن‌ها منعکس شد. در سال ۱۹۵۰ او سری‌های جدیدی از مناظر خیالی را شروع کرد، اواستفاده از زبان کاذب را حفظ کرد اما عنصر جدیدی از فضا را اضافه کرد. وی از رنگ بسیار با اهمیت است. او به عنوان یکی از اولین نقاشان رشته رنگ و همچنین یکی از پیشکسوتان Abstraction, ABC حماسی در نظر گرفته شده. پیشرفت، حرفه‌ای گوتلیب با تغییر فضا نشان داده شده بود.
او مناظر را با حسی سنتی نقاشی نمی‌کرد، او اصلاح کرد که آن ژانر با سبک نقاشی اش سازگار است. او تصاویر ساده‌ای از مناظر که در نزدیک و تصاویر ساده‌ای از نماهای دور را که بیننده قادر به درک آن بود را نقاشی کرد.
در سال ۱۹۳۶ موزه هنر مدرن نمایشگاهی از سورئالیست بر پا کرد و هنرهای جدید گوتلیب که اثر سورئالیسم خیالی و اولین موج اثر سورئالیست در آمریکا بود را منعکس کرد. همچنین گوتلیب با کار هنرمند مکزیکی بنام روفیتو تامایو که، اولین نمایشگاهش در نیویورک در سال ۱۹۲۶ در گالری ویهه بود آشنا شد و وی در نیویورک سال ۱۹۳۶ به عنوان نماینده مکزیکی در کنگره هنرمندان آمریکا شد. او ۲۰ سال استوار ماند و در مدرسه دالتون تدریس می‌کرد و مرتباً نمایشگاه برگزار می‌کرد. تامایو تکنیک گواش طبیعت بی جان را در اولین گنگره هنر در سال ۱۹۳۷–۱۹۳۶ ارائه کرد؛ که گوتلییب هم منظره اش را در همان نمایشگاه به معرض نمایش گذاشت.
تأثیرات جدید از جنوب غرب می‌توانست در نقاشی از طبیعت بیجان گوتلییب دیده شود. نقاشی‌ها از قبیل (نقاشی طبیعت بیجان _ منظره در پنجره) در سال ۱۹۳۸. Landscape in window!
و شاید یادآور سبک نقاشی طبیعت بیجان تومایو در سال ۱۹۲۸ و همچنین نقاشی آوری دوست گوتلیب بود. تامایو و گوتلییب اشیاء را در گوشه مرتفع میز قرارمی دادند وقبل از آنکه نمای منظره و نمای ساده پنجره به دو قسمت تقسیم شود نقاشی می‌کردند در نقاشی بدون عنوان طبیعت بیجان پرده صورتی و کدوها در۱۹۳۸. هر دو هنرمند در کنتراست اشکال و رنگهای روشن تاکیید می‌کردند)
گوتلیب حتی شدیداً نقطه نظرات تامایو را در پراکندگی اشیاء و قرار دادنشان در ارتفاع را توسعه بخشید. سوراخی که در کدوی خالی از گوشت وجود داشت باعث انعکاس نور شمع در نقاشی تامایو شد. مهمتر آنکه نقاشی در برگیرنده تخته شطرنجی از مربعهای تیره و روشن که سبک ترکیبی جاودانه گوتلیب را که پراکندگی اشیاء در صفحه شطرنجی بالای یک سطح صاف بود را پیشگویی می‌کرد. در چندین کار (نقاشی از اشیاء بی جان) در اواخر دهه ۱۹۳۰، زمان بیانگر آن است که سبک اصلی روبه پیشرفت است. کاتالیزور ممکن است در انتقال کارهای تامایو از قبیل زنگ ساعت.

### مرگ
گوتلیب در سال ۱۹۷۰ به علت سکته مغزی دچار معلولیت و فلج بخشی از بدن به غیر از دست راست شد. در سال ۱۹۷۲ به عضویت فرهنگستان ادب و هنر آمریکا درآمد و در نهایت در سال ۱۹۷۴ در نیویورک درگذشت.